# Стародубов Валерій Андрійович
Валерій Андрійович Стародубов (нар. 6 грудня 1939 — пом. 2006, Житомир, Україна) — радянський футболіст та тренер, виступав на позиції воротаря.

## Кар'єра гравця
Вихованець хакрівського «Авангарду». Футбольну кар'єру розпочав 1960 року в складі дублюючого складу вище вказаного клубу. У 1961 році перейшов до «Востока» (Янгіабат), який виступав у чемпіонаті Узбецької РСР (у цьому турнірі зіграв 2 матчі, пропустив 4 м'ячі). У 1961 році разом з «Востоком» виграв кубок Узбецької РСР. Про подальшу футбольну кар'єру дані відсутні.

## Кар'єра тренера
Кар'єру тренера розпочав 1967 року в клубі «Енбек» (Жезкаган), яким керував до 1972 року. На початку 1973 року призначений головним тренером житомирського «Автомобіліста». У червні його звільнили з займаної посади, але Валерій залишився в місті й входив до тренерського штабу житомирського клубу, який змінював назву на «Полісся» та «Спартак». З 1982 по 1984 рік , а також у 1990 році працював головним тренером клубу з Житомира. З 1992 по 1997 рік займав посаду голови Житомирської обласної федерації футболу.
Помер 2006-го у віці 67 років у Житомирі.